# Расстрел под Орлом (1941)
Расстрел политзаключённых Орловской тюрьмы (также известен как Медведевский расстрел и Орловский расстрел) был осуществлён сотрудниками НКВД 11 сентября 1941 года в Медведевском лесу, расположенном к северу от Орла. Всего было расстреляно 157 человек, в том числе видные государственные, партийные и научные деятели: фигуранты Второго (В. В. Арнольд, М. С. Строилов) и Третьего (Х. Г. Раковский, С. А. Бессонов, Д. Д. Плетнёв) «московских процессов», а также М. А. Спиридонова, П. Г. Петровский, О. Д. Каменева, В. Н. Яковлева, немецкий математик Фриц Нётер, дипломат и разведчик Гарегин Апресов. Расстрел был инициирован наркомом внутренних дел СССР Л. П. Берией и санкционирован Государственным комитетом обороны СССР во главе с И. В. Сталиным. Все приговорённые обвинялись в «ведении пораженческой агитации и попытках подготовить побеги для возобновления подрывной работы».
События в Медведевском лесу не были прецедентом: массовые захоронения на территории Орла и в его окрестностях стали появляться ещё в 1930-х годах, в период Большого террора. Так, к северу и западу от Троицкого кладбища Орла находился так называемый «Чёртов ров» — овраг, где массово расстреливались, а потом захоранивались политзаключённые.
К концу 1980-х годов значительная часть расстрелянных под Орлом была реабилитирована. В отношении оставшихся 108 человек приговор был отменён в 1990 году.

## Принятие решения о расстреле
Указом Президиума Верховного Совета СССР от 22 июня 1941 года Орловская область в числе ряда западных регионов СССР была объявлена на военном положении. В связи с этим, все дела о преступлениях против обороны, общественного порядка и государственной безопасности были переданы военным трибуналам, которые получили право рассматривать дела по истечении суток с момента вручения обвинительного заключения. «Когда немцы подходили к Орлу, всех рецидивистов переслали в более далёкие лагеря, а политических оставили там», — вспоминала племянница Х. Г. Раковского Л. Тинёва.
5 сентября 1941 года по указанию народного комиссара внутренних дел СССР Л. П. Берии и его заместителя Б. З. Кобулова 1-й спецотдел совместно с тюремным управлением НКВД СССР составил список на 170 заключённых, ранее осуждённых за контрреволюционные преступления и отбывавших наказание в Орловской тюрьме. Подписанный начальником 1-го спецотдела Л. Ф. Баштаковым и главой тюремного управления М. И. Никольским, список включал краткое изложение установочных данных на каждого заключённого; в отношении 76 человек указывалось, что, находясь в тюрьме, они занимаются проведением антисоветской агитации. Как впоследствии сообщил Баштаков, инициатором составления списка был Кобулов, он же принимал непосредственное участие в его процессе. Именно Кобуловым выполнялись в списке различного рода пометки, а также определялась судьба каждого заключённого.
На следующий день, 6 сентября, Берия направил письмо с приложенным к нему списком на имя председателя ГКО СССР И. В. Сталина, ходатайствуя о применении к приведённым в перечне лицам высшей меры наказания — расстрела. В тексте письма нарком внутренних дел назвал перечисленных заключённых «наиболее озлобленной частью» содержащихся в Орловской тюрьме и указал на то, что эти люди «ведут пораженческую агитацию и пытаются подготовить побеги для возобновления подрывной работы». Рассмотрение представленных материалов Берия предложил поручить Военной коллегии Верховного суда (ВКВС) СССР. В тот же день Сталин, поддержавший предложение Берии, подписал постановление № ГКО-634сс, санкционировав применение высшей меры наказания к 170 заключённым, «разновременно осуждённым за террористическую, шпионско-диверсионную и иную контрреволюционную работу».
8 сентября 1941 года, как и предполагалось, ВКВС СССР в составе В. В. Ульриха (председатель Коллегии), Д. Я. Кандыбина и В. В Буканова без возбуждения уголовного дела и проведения каких-либо разбирательств вынесла расстрельный приговор в отношении 161 заключённого по статье 58-10 части 2 УК РСФСР. Остальные девять человек, числившиеся в списке, к тому времени, как оказалось, уже не находились в Орловской тюрьме — некоторые умерли, другие были освобождены после пересмотра их дел. Так, расстрелян был даже Борис Ворович, которого ещё 28 мая 1941 года оправдала Военная Коллегия Верховного Суда СССР. Однако, согласно секретной инструкции, предписывалось тех, кто обвинялся по 58-й статье, не освобождать немедленно в зале суда, как этого требовал закон,  возвращать в камеру, и об оправдательном приговоре уведомлять ведомство Берии. По данным А. Ваксберга, Л. П. Берия вместо освобождения оправданного Воровича распорядился отправить его «для отбытия наказания» в Орловскую тюрьму.  То, что составление списка происходило в спешке, а данные не подвергались проверке, на что указал при допросе бывший начальник тюремного управления НКВД Никольский, приводило к ряду несоответствий. В частности, в список заключенных Орловской тюрьмы, подлежащих расстрелу, были включены 4 человека уже этапированные в другие места заключения или даже никогда не содержавшиеся в этой тюрьме. Это финн В. Л. Корхонен, осужденный за переход границы, 18-летний москвич Е. П. Семёнов, осуждённый на 5 лет как социально-опасный элемент, многократно репрессированная Е. А. Лысова-Мухотдинова, бывший коммунист, поволжский немец Г. К. Шнейдер. Все они были расстреляны в иных, далёких от фронта местах заключения в период с 13 по 18 сентября. Таким образом, из списка 161 человек 11 сентября в Медведевском лесу были расстреляны 157.
По словам бывшего начальника УНКВД по Орловской области К. Ф. Фирсанова, операция проводилась с особенной скрытностью и тщательностью. «С лицами, которые должны быть подвергнуты расстрелу, в камерах продолжало находиться человек примерно 200 осуждённых, — сообщал Фирсанов позднее. — Это было сделано для того, чтобы замаскировать предстоящую акцию». На следующий день после экзекуции в Медведевском лесу все сокамерники расстрелянных заключённых были эвакуированы.

## Список расстрелянных заключённых
Среди приговорённых к расстрелу заключённых Орловской тюрьмы было несколько видных политических деятелей. Х. Г. Раковский — болгарин по национальности, бывший член ЦК РКП(б) с 1918 года и председатель совнаркома УССР, в 1938 году в рамках Третьего московского процесса был приговорён к 20 годам тюрьмы как «английский и японский шпион». М. А. Спиридонова — известная революционерка, одна из лидеров левых эсеров, ещё в начале 1920-х годов отошедшая от политической деятельности, также подверглась аресту и к моменту расстрела уже долгое время отбывала срок в Орле по обвинению в подготовке покушения на К. Е. Ворошилова. Судьбу Спиридоновой разделил её муж, также бывший эсер, И. А. Майоров, отбывавший срок в той же тюрьме, но вместе с тем ничего не знавший о судьбе жены: на посылаемые Майоровым запросы в различные инстанции ему не отвечали. В одной камере с Майоровым сидели бывший член ЦК партии эсеров В. А. Чайкин, эсерка А. А. Измайлович и профессор римского права Киевского университета В. В. Карпеко. Помимо перечисленных заключённых, в Медведевском лесу были расстреляны: В. В. Арнольд, которого когда-то обвинили в покушении на В. М. Молотова, бывший инженер «Кузбассугля» М. С. Строилов (ему, наряду с Арнольдом, инкриминировался саботаж), бывший советник полпредства СССР в Германии С. А. Бессонов, известный врач-терапевт, профессор Д. Д. Плетнёв, осуждённый по обвинению в причастности к убийству Максима Горького, «красный профессор» А. Ю. Айхенвальд, ответственная сотрудница Коминтерна В. Д. Каспарова.
Та же участь постигла бывшую наркома финансов, левую коммунистку В. Н. Яковлеву, сестру Л. Д. Троцкого и жену Л. Б. Каменева О. Д. Каменеву, Ольгу Окуджава (сестру репрессированных ранее большевиков Михаила, Шалвы и Николая Окуджава, супругу поэта Галактиона Табидзе, родную тётку Булата Окуджавы) и младшего сына Г. И. Петровского Петра, брата Н. И. Ежова Сергея.
Значительную часть расстрельного списка составляли азиатские имена: так, одним из них являлся Ашурбек Хусравбеков (уроженец кишлака Пиш Дарморахтского сельсовета Шугнанского района Таджикской ССР, таджик, гражданин СССР); особенно много среди приговорённых было китайцев.
Многие осуждённые имели гражданство/подданство иностранных государств или иностранное происхождение. К последним относился, в частности, немецкий математик Фриц Нётер, об освобождении которого в своё время ходатайствовал перед властями СССР сам Альберт Эйнштейн.
- Х. Г. Раковский
- М. А. Спиридонова
- О. Д. Каменева
- Д. Д. Плетнёв
- В. Н. Яковлева
- Фриц Нётер
- П. Г. Петровский
- Гарегин Апресов

1. Адам Иван Карлович
2. Аджоян Амаяк Гургенович
3. Айхенвальд, Александр Юльевич
4. Алиев Мусеиб Агали оглы
5. Амельян Аршак Амбарцумович
6. Анни Вольдемар Густавович
7. Апресов Георгий Абрамович
8. Арнольд Валентин Вольфридович
9. Артёмов Анатолий Григорьевич
10. Беймут Густав Густавович
11. Бельфорт-Биркенгауэр Эрих Вильгельмович
12. Бессонов Сергей Алексеевич
13. Бондарев Василий Александрович
14. Бунте Вилли Августович
15. Болквадзе-Мельчарская Галина Брониславовна
16. Вальтер Оскар Викентьевич
17. Буткус Иосиф Францевич
18. Везиров Дмажиль Исмаил оглы
19. Виленкин Юда Израилевич
20. Волков Николай Иванович
21. Ворович Борис Григорьевич
22. Вын До Куй
23. Геллер Тадеуш Леонович[K 2]
24. Гернстенгайм Элька Марковна
25. Гоу Мин Цзун
26. Гузин Христиан Якимович
27. Де-Лазар Винченцо Кандидович
28. Дзасохов Тимофей Борисович
29. Ежов Сергей Иванович
30. Ерофеев Дмитрий Фёдорович
31. Жарская-Мациновская Софья Петровна
32. Зибольд Георгий Владимирович
33. Измайлович Александра Адольфовна
34. Имам Верды сын Имама Гули
35. Каменева Ольга Давидовна
36. Карпеко, Владимир Васильевич
37. Корхонен Вели-Аймо-Вяйнямо Лаурович[a]
38. Каспарова Варсеника Джавадовна
39. Ката-Ока-Кентаро[K 3]
40. Келлер Валентин Георгиевич
41. Ким Ден Ман
42. Китновская Нина Александровна
43. Клёпфер Иван Иванович
44. Коваль Иван Кириллович
45. Козловский Анатолий Сергеевич
46. Кольман Артур Иванович
47. Кондрашечкин Владимир Николаевич
48. Кравец Николай Никитович
49. Крюгер Андрей Андреевич
50. Кригер-Крейцбург Август Альфредович
51. Крилык-Васильков Иосиф Васильевич
52. Кушимбетов Антмухан
53. Ларин Александр Михайлович
54. Леман-Иоанни Отто Оттович
55. Леонов Сергей Александрович
56. Лидтке Фридрих Густавович
57. Линквист Хильда Андреевна
58. Ли Цянь Ин
59. Ли Джун
60. Логвинов Пётр Тихонович (Ефимович)[K 4]
61. Лысова-Мухотдинова Евдокия Алексеевна[b]
62. Люй Кай Лу
63. Маак Эдита Эрнестовна
64. Маас Генах Готфридович
65. Майоров Илья Андреевич
66. Мамед Кули Саттар оглы
67. Марер Людвиг Иосифович
68. Матикайнен Антон Семенович
69. Мацкевич Пётр Игнатьевич
70. Микеладзе, Шалва Антонович[19]
71. Минкин Василий Афанасьевич
72. Мирджон Рие Зоде
73. Мирончик Максим Корнеевич
74. Можин Франц Иванович
75. Музафарова Марьяма Хасановна
76. Мусаев Султан Муса оглы
77. Мизин Пантелей Тимофеевич
78. Мыльников Анатолий Сидорович
79. Нака Кайчиро
80. Нейгебауэр Яков Яковлевич
81. Нестроев-Цыпин Григорий Абрамович
82. Нётер Фриц Максимилианович
83. Никифоров Георгий Илларионович
84. Никологородский Алексей Дмитриевич
85. Никсрешт Гасан Мамедович
86. Оксус-оглы[K 5] Мустафа Омерович
87. Окуджава Ольга Степановна
88. Ортман-Гаватина Рики Мееровна
89. О-Сенг-Чен[K 6]
90. Паллонберт Ян Янович
91. Паршков Михаил Иванович
92. Первенцев Пётр Николаевич
93. Петровский, Пётр Григорьевич
94. Плетнёв, Дмитрий Дмитриевич
95. Плотников Сергей Павлович
96. Подгурский Николай Станиславович
97. Помогаев Иван Иванович
98. Пономарёв Илья Степанович
99. Продан Николай Григорьевич
100. Савицкий Константин Александрович
101. Седова Валентина Сергеевна
102. Семёнов Евгений Павлович[c]
103. Серикова Екатерина Ивановна
104. Син-Ды-Шун
105. Склева Михаил Егорович
106. Соловьёв Виктор Ильич
107. Спиридонова, Мария Александровна
108. Строилов, Михаил Степанович
109. Суппала Сайма Карловна
110. Сун-Зун-Ин
111. Сунь-Си-Юань
112. Тимофеев, Евгений Михайлович
113. Торчиновский Андрей Дмитриевич
114. Троссин Юлиус
115. Тун-Шуан Сян
116. Тухарь Фёдор Степанович
117. Тян-Фу-Гуй
118. Угарова Ольга Александровна
119. Раковский, Христиан Георгиевич
120. Рау Егор Егорович
121. Рейтер Вильгельм Иванович
122. Рейнбах Арнольд Андреевич
123. Ремпель[K 7] Яков Аронович
124. Розенбах Фриц Карлович
125. Радионовская Мария Дмитриевна
126. Ронкомяки Калле Абрамович
127. Рудаков Николай Егорович
128. Фаустман Франц Симонович
129. Фернер Вилли
130. Финкгейзер Юлиус Васильевич
131. Фокин Захар Давыдович
132. Хуан-Син-Сен
133. Хауэр Бела Яковлевич
134. Хусравбеков[K 8] Ашурбек
135. Ципперек Густав (Юлиц) Густович
136. Чайкин, Вадим Афанасьевич
137. Чернов-Марушак-Виевский-Охраменко Павел Петрович
138. Черных Виктор Васильевич
139. Чжан-Ди-Шуй
140. Чижиков Онисим Лукич
141. Чин-Мун-Шен
142. Чумбуридзе Баграт Спиридонович
143. Ше-Куй-Сян
144. Шимшелевич Самуил Зеликович
145. Шлейдер Ганс Гансович
146. Шлихтинг-Пастухова Раиса Петровна
147. Шнейдер Готлиб Каспарович[d]
148. Эйхенвальд Фриц Морицович
149. Эккерц[K 9] Теодор Готлибович
150. Эрдман Иосиф Николаевич
151. Юнг Георгий Яковлевич
152. Юльский Виктор Антонович[K 10]
153. Якконец Тойво Эйнарович
154. Яковлева, Варвара Николаевна
155. Ячменев Андрей Степанович
156. Таблаш[K 11] Иосиф Иосифович
157. Сун-Тин-Тан
158. Алиев Ханкиши Бала Киши оглы[K 12]
159. Здунковский Иван Иванович
160. Ефимов Федор Николаевич
161. Тохтамышев Рустам

## Процесс казни
11 сентября 1941 года смертный приговор в отношении 157 осуждённых был приведён в исполнение в Медведевском лесу. По словам бывшего начальника Орловской тюрьмы С. Д. Яковлева, для этой цели НКВД СССР прислал в город специальную оперативную группу, старший группы — сотрудник для особых поручений при НКВД СССР, старший лейтенант государственной безопасности Д. Э. Семенихин. Распоряжение ВКВС СССР поступило в Орёл в то время, когда производилась эвакуация содержащихся в тюрьме заключённых, а город подвергался частым и сильным бомбардировкам со стороны наступающих немцев. Следуя показаниям К. Ф. Фирсанова, он и прокурорский работник преследовали задачу не допустить подмены осуждённых и исключить какие бы то ни было факты глумления над ними. Для этого совместно с сотрудником прокуратуры они изучали личные дела заключённых, сравнивая представленные в них данные со сведениями, полученными в ходе опроса осуждённых.
В день расстрела, по свидетельству сокамерника приговорённых, репрессированного чекиста Сурена Газаряна, был «необычайный шум в коридоре». В своих мемуарах «Это не должно повториться» он же вспоминал, что, когда увели Чайкина, Майорова и Карпеко, а затем пришёл дежурный и унёс их вещи, ему «стало жутко». На следующий день Газарян во дворе тюрьмы пытался найти Бессонова и Петровского, но их «тоже не было». Перед выездом на место казни каждый осуждённый препровождался в особое помещение, где специально подобранные лица из числа личного состава тюрьмы вставляли ему в рот матерчатый кляп, завязывали его тряпкой, чтобы исключить возможность вытолкнуть кляп, а затем зачитывали расстрельный приговор. После этого приговорённых под руки выводили в тюремный двор, сажали в специально оборудованную крытую автомашину с пуленепробиваемыми бортами. Их вывозили в лес, где и расстреливали. Никто из сотрудников тюрьмы, как утверждал Яковлев, к участию в экзекуции не привлекался. Не присутствовал на месте и сам глава областного УНКВД Фирсанов (с его слов) — в состав так называемой комиссии по приведению приговора в исполнение входили его подчинённые: К. А. Черноусов, Н. И. Слюняев, Г. И. Теребков.
Акт от 11.09.1941 о приведении приговора в исполнение подписали:
- Фирсанов К. Ф., начальник Управления НКВД по Орловской области, капитан государственной безопасности;
- Семенихин Д. Э., сотрудник для особых поручений при НКВД СССР, старший лейтенант государственной безопасности;
- Черноусов К. А., начальник Первого спецотдела Управления НКВД по Орловской области, старший лейтенант государственной безопасности;
- Слюняев Н. И., начальник Секретариата Управления НКВД по Орловской области, младший лейтенант государственной безопасности;
- Теребков Г. И., комендант Управления НКВД по Орловской области, сержант государственной безопасности;

По свидетельству Фирсанова, деревья, находившиеся в лесу на месте захоронения трупов приговорённых, предварительно выкапывались вместе с корнями, а после погребения расстрелянных вновь сажались на свои места. Вплоть до 3 октября 1941 года — дня, когда Орёл был захвачен немцами, — сотрудники УНКВД по Орловской области неоднократно отправлялись на место расстрела под видом грибников для проверки состояния места захоронения. Обстановка там, по полученным ими данным, не нарушалась.
Четверо из списка приговорённых — В. Л. Корхонен, Е. А. Лысова-Мухотдинова, Е. П. Семёнов, Г. К. Шнейдер — к моменту приведения приговора в исполнение были переведены в другие места заключения и расстреляны по месту содержания в период с 13 по 18 сентября 1941 года.

## Память об орловском расстреле

### Реабилитация расстрелянных
18 января 1989 года Прокуратура СССР, руководствуясь частным постановлением пленума Верховного суда СССР № 40-88 от 13 июня 1988 года по делу Пятакова, Радека и других, осуждённых по приговору ВКВС СССР в 1937 году, возбудил уголовное дело, касающееся событий в Медведевском лесу. По результатам рассмотрения дела пленум Верховного суда принял решение о передаче материалов, связанных с вынесением приговора ВКВС СССР от 8 сентября 1941 года, Генеральному прокурору СССР А. Я. Сухареву для принятия по ним законного решения. Возбуждённое Прокуратурой СССР уголовное дело поступило, в свою очередь, в Главную военную прокуратуру.
12 апреля 1990 года военный прокурор 1-го отдела Управления Главной военной прокуратуры по реабилитации подполковник юстиции Зыбцев, рассмотрев уголовное дело № 1-89, издал постановление о прекращении уголовного дела в отношении членов ВКВС СССР Ульриха, Кандыбина и Буканова, признав отсутствие состава преступления в их действиях. Отметив незаконность и необоснованность приговора ВКВС в отношении 161 заключённого Орловской тюрьмы, Зыбцев, тем не менее, сделал вывод, что решение Коллегии не является преступным, поскольку было вынесено на основании постановления ГКО СССР — высшего на тот момент органа государственной власти. Касательно преступных действий инициаторов расстрела Берии и Кобулова Зыбцев отметил, что оба они уже были признаны виновными и приговорены к расстрелу за совершённые преступления в 1953 году. Лиц, имевших отношение к приведению приговора в исполнение, военный прокурор также счёл невиновными в совершении преступления, поскольку они «не могли знать, что данное судебное решение (…) является незаконным».
26 июля 1990 года пленум Верховного Суда СССР за отсутствием состава преступления отменил приговор в отношении 108 человек, осуждённых 8 сентября 1941 года. Уголовные дела в отношении остальных расстрелянных были прекращены в предыдущие годы.

### Интерес к теме
Ещё до реабилитации большинства жертв расстрела под Орлом, в мае 1988 года, о произошедшем в Медведевском лесу заговорил молодой московский исследователь Дмитрий Юрасов. На страницах «Собеседника» он писал о том, что «мало кто знает о страшных расстрелах осенью 1941 года в орловской политтюрьме». С момента первых публикаций о расстреле в Медведевском лесу интерес общественности к событиям 11 сентября 1941 года стал непрерывно расти. Сотрудники бывшего УКГБ по Орловской области, приступившие к поиску материалов по этой теме, регулярно информировали общественность о появлении новых сведений. В период с 1989 по 1992 год интерес к расстрелу заключённых под Орлом и расследованию его обстоятельств, активно демонстрировала пресса. Областная газета «Орловская правда» посвятила событиям в Медведевском лесу ряд публикаций, в том числе, «Чёрный сентябрь 1941 года» (25 августа 1990) и «Вечная память» (21 сентября 1991). Статьи по данной теме появлялись и в газетах более крупного масштаба, таких как «Известия» («Берия попросил, Сталин подписал»; 6 июня 1990), «Вечерняя Москва» («Хозяин расстрельного дома»; 27 июля 1990). Архивные документальные материалы были опубликованы в ряде других изданий местной и центральной печати. 11 января 1991 года газета «Орловская правда» в статье «Трагедия в Медведевском лесу» впервые опубликовала полный список расстрелянных 11 сентября 1941 года под Орлом.
Со временем во многих публикациях касательно произошедшего в Медведевском лесу обнаружился ряд неточностей. Ряд изданий, включая газету «Центральная Россия» (статья «Орловский каторжный централ: 11 сентября 1941 года») указали на то, что среди расстрелянных под Орлом были муж поэтессы М. И. Цветаевой С. Я. Эфрон, актриса немецкого происхождения Карола Неер-Геншке, писатель Н. А. Клепинин с супругой, а также П. Н. Толстой. По утверждению автора публикации в «Центральной России», все эти люди были казнены в Медведевском лесу, несмотря на их отсутствие в списке. В числе расстрелянных под Орлом упоминались, кроме прочего, супруги репрессированных советских государственных и военных деятелей: Б. С. Гамарник, Г. А. Егорова, Е. И. Корк, О. Д. Каменева, Н. В. Уборевич, Э. Э. Лежава, О. А. Угарова, тогда как в официальных данных из названных женщин числились только жёны Каменева и Угарова. В отношении звучавших ранее просьб о разъяснении судьбы супруг Гамарника, Уборевича, а также мужа Цветаевой, сообщалось в публикациях «Орловской правды» 1990—1991 годов, таких как «Вечная память» (21 сентября 1991). Все они, по данным последних, были осуждены ВКВС СССР ещё в июле 1941 года, приговорены к высшей мере наказания и расстреляны в Москве. Сведения об участи супругов Клепининых, жён А. И. Егорова и А. И. Корка, актрисы Каролины (Каролы) Неер-Геншке, а также супруги и дочери А. М. Лежавы были даны сотрудниками Центрального архива бывшего КГБ СССР и также опубликованы в «Орловской правде» — никто из этих людей не был расстрелян в Орле либо его окрестностях. То, что в Медведевском лесу погибли Эфрон и жёны бывших руководителей, ошибочно предполагал и занимавшийся изучением этого вопроса Дмитрий Юрасов. Примечательно, что, помимо Эфрона, он называл и имя известного писателя Бруно Ясенского, который, как выяснилось впоследствии, был расстрелян ещё в 1938 году. Известный драматург А. И. Ваксберг выдвигал предположение о том, что под Орлом нашёл свою гибель и репрессированный в 1937 году партийный деятель Н. К. Антипов, а историк А. В. Антонов-Овсеенко называл в числе жертв экономиста и статистика В. В. Оболенского, а также друга Сталина и брата его первой супруги А. С. Сванидзе. Версии относительно всех троих не нашли своего подтверждения — как выяснилось, Антипов и Оболенский были расстреляны в Москве в 1938 году, тогда как Сванидзе погиб в 1941 году, однако не в Медведевском лесу.

## Память
Впервые за долгий период времени орловчане вспомнили о расстреле в Медведевском лесу в 1989 году. Тогда орловские активисты «Мемориала» возложили цветы к тюремной стене, а в зале горисполкома состоялся вечер памяти жертв репрессий. Зал, по свидетельству присутствовавшего на мероприятии Ю. Антюхова, был переполнен. Открыл вечер и председательствовал на нём глава областной комиссии содействия советским органам в обеспечении прав и интересов реабилитированных граждан А. И. Бачурин. Присутствующие почтили память погибших советских граждан минутой молчания, после чего перед аудиторией выступили преподаватель ОГПИ, будущий декан исторического факультета ОГУ, С. Т. Минаков, известный орловский краевед и поэт В. М. Катанов. Последний предложил назвать именем Христиана Раковского одну из городских улиц, а также выделить зал памяти жертвам репрессий в Орловском краеведческом музее. Электрик Д. А. Краюхин зачитал приветствие народного депутата СССР В. И. Самарина, который откликнулся на предложение провести памятный вечер и выступил с инициативой открыть специальный счёт на сооружение памятника, а также объявить 11 сентября общегородским днём Памяти. Идею Самарина поддержали председатель общества ветеранов войны Железнодорожного района Н. Г. Ефремов, воин-интернационалист В. К. Рощупкин, председатель областного совета ветеранов партии и труда П. Я. Пархоменко и инженер А. И. Третьяков. Областной прокурор Л. П. Павлов поделился с присутствующими информацией о работе комиссии по реабилитации, проводящейся при взаимодействии с КГБ. Завершило митинг выступление учителя вечерней школы № 10, представителя общества «Мемориал», Б. А. Попова. В заключение участники вечера приняли резолюцию, касающуюся сбора средств на памятный знак жертвам репрессий и объявления 11 сентября днём Памяти.
11 сентября 1990 года в Медведевском лесу был сооружён памятный знак — гранитный монолит с надписью «Память о жертвах репрессий 30-х — 40-х и начала 50-х годов», установленный на бетонном основании. По случаю открытия монумента там же состоялся митинг, на котором присутствовали, в том числе, жители Орла, ставшие свидетелями сталинских репрессий. Митинг открыл председатель Орловского городского Совета народных депутатов А. Г. Кисляков, на мероприятии также присутствовали зампред областного Совета Е. Н. Троицкий, зампред облисполкома Т. Н. Коновалова, ответственные работники горкома и обкома КПСС. По окончании митинга к подножию памятного знака были возложены корзины цветов от областного Совета, народных депутатов и обкома КПСС от городского Совета и горкома КПСС, от трудовых коллективов города Орла.
Следствие 1990 года не смогло установить точное место казни и захоронения расстрелянных.
В исследовании «Орловский некрополь», опубликованном в 2011 году, орловский краевед В. А. Ливцов сообщает, что «недавно рядом с памятником возник новый скит Русской православной церкви, посвящённый всем, кто сложил свою голову в этом урочище». Скит был основан в 2006 году.

## Комментарии
1. ↑  В. Л. Корхонен 1918 г. р., финн, малограмотный,  31 октября 1937 г. осуждён по ст. 58-6, ч. 1 как нарушитель государственной границы на 10 лет ИТЛ. Расстрелян в Норильлаге в период с 13 по 18 сентября 1941 года[16]
2. ↑  Е. А. Лысова-Мухотдинова неоднократно подвергалась репрессиям. В очередной раз 13 июля 1939 г. осуждена Читинским облсудом по обвинению по ст. 58-10 и 58-11 к 10 годам ИТЛ с поражением в правах на 5 лет. 25.05.1940 прибыла в Акмолинское отделение Карлага из Владимирской тюрьмы. "Списана с учёта" без указания даты[17] В "Постановлении о прекращении уголовного дела 12 апреля 1990 г." сказано, что Е. А. Лысова-Мухотдинова была расстреляна в период с 13 по 18 сентября 1941 года[18]
3. ↑  Е. П. Семёнов,  1922 г. р., москвич, 6 классов образования,  28 августа 1940 г. осуждён ОСО при НКВД СССР как "Социально опасный элемент" к 5 годам тюремного заключения. В 1940 году из Владимирской тюрьмы переведён в Ухтижемлаг. Расстрелян в Ухтижемлаге 13 сентября 1941 года[20]
4. ↑  Г. К. Шнейдер,  1893 г. р., уроженец с. Штаал АССР Немцев Поволжья, исключён из ВКП(б) в 1937 г.,  24 января 1938 г. осуждён за "антисоветскую деятельность". 10 августа 1941 года этапирован из Орловской тюрьмы  в Енисейлаг. Расстрелян в Красноярске 16 сентября 1941 года[21]

### Комментарии
1. ↑  Порядок заключённых в перечне соответствует порядку в оригинальном списке, приведённом в тексте расстрельного приговора.
2. ↑  Он же Валлерштейн Ричард
3. ↑  Она же Танака Симаки Чи Кимура Джамбуро
4. ↑  Он же Широков Михаил Иванович
5. ↑  Также Оксуз-оглы
6. ↑  Он же О-Хой-Гири (О-Хой-Чен)
7. ↑  Он же Зудерман
8. ↑  Он же Ошурбек
9. ↑  Он же Грамацкий
10. ↑  Он же Буксгорн Панхас Кивович
11. ↑  Он же Бикфольви
12. ↑  Он же Полы оглы, он же Бек Али оглы